# Barada
Barada (arab. ‏بردى‎, trl. Barada, Nahr Barada) – rzeka w Syrii.
Wypływa ze wschodniego stoku gór Antylibanu, po ich pokonaniu wypływa z wąwozu na zachodnim skraju Damaszku, następnie płynie przez centralną część miasta (przepływa m.in. pod północnymi murami starego miasta) i rozlewa się w liczne odnogi na wschód od Damaszku, nawadniając rozległy obszar, zanikając ostatecznie na obszarze bagien kilka kilometrów od miasta. Wody rzeki, rozprowadzane siecią kanałów, wykorzystywane są do irygacji okolicznych pól i sadów, które tworzących rozległą zieloną oazę na pustyni, wkrótce po krótkim biegu bez śladu ginie w bagnach. Wąwóz, którym płynie w swoim górnym biegu, jest popularnym miejscem wypoczynku mieszkańców Damaszku – jest on łatwo osiągalny m.in. dzięki prowadzącej nim linii kolejowej.
Rzeka wymieniona została w Biblii (jej biblijna nazwa to Abana), jako jedna z dwóch rzek Damaszku, o których wspomniał wódz armii syryjskiej Naaman. W Przekładzie Jakuba Wujka nazwana jest Amana, która występuje również w uwagach marginesowych tekstu masoreckiego i w syryjskiej Peszitcie. Nazwa ta pojawia się w wielu tłumaczeniach PnP 4:8, gdzie jest odnoszona do gór Antyliban, z których wypływa Barada.
Rzeka nazywana była Złotą Rzeką (Chryzorroas).